# Thorgan Hazard
Thorgan Ganael Francis Hazard (La Louvière, 29 maart 1993) is een Belgische voetballer die bij voorkeur als aanvallende middenvelder speelt. Hij tekende in september 2023 een driejarig contract tot medio 2026 bij RSC Anderlecht, dat hem overnam van Borussia Dortmund. Op 29 mei 2013 maakte Hazard zijn debuut in het Belgisch voetbalelftal in een vriendschappelijke wedstrijd tegen de Verenigde Staten.
Thorgan is een broer van de voetballers Eden en Kylian Hazard. Op 22 januari 2014 won hij als speler van SV Zulte Waregem de Gouden Schoen 2013, de prijs voor de beste voetballer op de Belgische velden.

## Carrière

### Jeugd
Hazard, zoon van gewezen voetballers Carine en Thierry Hazard, begon zijn jeugdopleiding bij dezelfde clubs als zijn oudere broer Eden. Via Stade Brainois belandde hij bij AFC Tubeke om vervolgens de overstap naar Frankrijk te maken. Op 14-jarige leeftijd sloot Hazard zich aan bij RC Lens, dat hem tijdens een jeugdtoernooi opmerkte. In 2009 speelde hij met het team onder 16 jaar kampioen. Hazard maakte deel uit van een sterke generatie bestaande uit onder meer Geoffrey Kondogbia en Raphaël Varane.

### RC Lens
Op 7 april 2010 tekende Hazard zijn eerste profcontract bij Lens. Hij mocht tijdens de voorbereiding meespelen met de A-kern, maar tijdens het seizoen kreeg hij geen speelkansen. Hij kwam met het amateurelftal uit in de vierde divisie. Tijdens het seizoen 2011/12 werd de 18-jarige Hazard definitief in de A-kern opgenomen van de toenmalige tweedeklasser. Zijn officieel debuut maakte hij in de eerste competitiewedstrijd van het seizoen. Hij mocht toen in de tweede helft invallen tegen Reims. Uiteindelijk kwam hij dat seizoen 14 keer in actie waarin hij goed was voor één assist.

### Chelsea
Op 24 juli 2012 tekende Thorgan Hazard een contract bij Chelsea FC, in navolging van zijn broer Eden die even voordien de overstap van Lille OSC naar Chelsea had gemaakt. Thorgan werd in tegenstelling tot zijn broer niet meteen in de A-kern opgenomen van de Londense club, maar uitgeleend om ervaring op te doen.

#### Verhuur aan SV Zulte Waregem
In de zomer van 2012 werd Thorgan voor een jaar verhuurd aan SV Zulte Waregem. Op 15 september 2012 maakte hij zijn officieel debuut. Onder coach Francky Dury werd Hazard aanvankelijk ingeschakeld als linksbuiten. Op die positie groeide hij uit tot een titularis. Samen met generatiegenoten als Junior Malanda, Bryan Verboom en Bruno Godeau slaagde hij erin om met Essevee mee te draaien aan de top van het klassement. De West-Vlaamse club streed tot op de laatste speeldag van de play-offs mee om de landstitel.
Na het seizoen 2012/13 liep het huurcontract van Hazard af. Zulte Waregem wilde de Belgische middenvelder nog een jaar extra huren van Chelsea, maar ook Anderlecht en KRC Genk toonden interesse. In juli 2013 besloot Hazard om een jaar langer bij SV Zulte Waregem te blijven. Op 2 augustus 2013 nam Hazard "in het belang van de club" de aanvoerdersband van Davy De Fauw over. De overname van de aanvoerdersband werd contractueel bepaald op aansturen van zijn moederclub Chelsea, net als het feit dat hij de strafschoppen, hoekschoppen en vrije trappen voor zijn rekening moest nemen. Hierop ontstond veel commotie binnen de spelersgroep waarop Hazard de aanvoerdersband teruggaf aan De Fauw.
In zijn tweede seizoen voor Essevee werd Hazard door trainer Dury van de flank naar het centrum verplaatst. Hij werd na het vertrek van Franck Berrier de spelverdeler van het team. Hij erfde ook zijn rugnummer 10. Als vicekampioen mocht Zulte Waregem in 2013 deelnemen aan de voorrondes van de UEFA Champions League. De West-Vlamingen troffen in de derde voorronde PSV, dat telkens overtuigend won. Beide duels tegen de Nederlandse vicekampioen werden overschaduwd door de commotie rond Hazards aanvoerdersband. Na de uitschakeling in de Champions League belandde Zulte Waregem in de laatste voorronde van de UEFA Europa League. Daarin schakelde het APOEL Nicosia uit. In de groepsfase was Hazard goed voor twee doelpunten, maar kon Zulte Waregem zich niet plaatsen voor de volgende ronde. Het werd derde in de poule van Roebin Kazan, NK Maribor en Wigan Athletic. Nadat hij in januari 2014 de Gouden Schoen kreeg bekroonde hij zijn seizoen met de trofee voor de Profvoetballer van het Jaar, als opvolger van Carlos Bacca. In twee seizoenen speelde hij 90 wedstrijden voor Waregem. Hierin was hij goed voor 21 doelpunten en 29 assists.

#### Verhuur aan Borussia Mönchengladbach
Chelsea verhuurde Hazard gedurende het seizoen 2014/15 aan Borussia Mönchengladbach. Mönchengladbach betaalde hiervoor circa € 1.500.000,- aan The Blues. Er werd ook een aankoopoptie bedongen. Ook het Duitse Schalke 04 en Wolfsburg waren geïnteresseerd maar visten achter het net. Hij kreeg er het rugnummer 23.
Op 16 augustus 2014 debuteerde hij voor zijn nieuwe club in de DFB-Pokal tegen FC 08 Homburg in de met 3-1 gewonnen wedstrijd. Hij mocht in de 76e minuut invallen voor Branimir Hrgota. Acht dagen later debuteerde de middenvelder in de Bundesliga tegen VfB Stuttgart. Zijn eerste basisplaats kreeg hij op 24 september 2014 tegen Hamburger SV. Op 6 december 2014 scoorde hij zijn eerste Bundesligatreffer tegen Hertha BSC. Hazard voelde zich goed in Duistsland en stuurde aan op een definitieve transfer.  Hier kwam hij in negentien van de eerste 22 wedstrijden in actie. 

### Borussia Mönchengladbach
Op 23 februari 2015 tekende hij een definitief contract, dat hem voor vijf seizoenen aan de club verbond. De transfersom bedraagde € 8.000.000,-. Chelsea bedong ook een terugkoopclausule.
Op 24 augustus 2016 maakte hij zijn eerste hattrick voor de club in de play-offwedstrijd voor de Champions League tegen het Zwitserse BSC Young Boys Bern. Hij eindigde het seizoen met Mönchengladbach als nummer drie van de Bundesliga, goed voor rechtstreekse kwalificatie voor de groepsfase van de UEFA Champions League. Op 28 september 2016 scoorde hij in de UEFA Champions League tegen FC Barcelona het openingsdoelpunt. Op 25 november 2017 was Hazard vanaf elf meter trefzeker tegen Bayern München, waarmee hij zijn team aan winst hielp. Hij eindigde het seizoen met elf doelpunten en zes assists. Op 19 augustus 2018 lukte hij opnieuw een hattrick in het bekerduel tegen BSC Hastedt.
In vijf seizoenen in het Borussia Park kwam Hazard tot 182 officiële duels, waarin hij 46 keer scoorde en 44 assists gaf.

### Borussia Dortmund
In mei 2019 tekende Hazard een vijfjarig contract bij Borussia Dortmund, dat € 25.500.000,- betaalde aan Borussia Mönchengladbach, exclusief eventuele bonussen. Bij Dortmund moet Hazard de opvolger worden van Christian Pulisic. Hij wordt er ploegmaat van Axel Witsel. Hij kwam er op aandringen van trainer Lucien Favre, die hem eerder naar Mönchengladbach had gehaald.
Zijn eerste seizoen was uitstekend, maar Hazard heeft zich nooit helemaal kunnen doorzetten bij Borussia Dortmund. Deels gehinderd door blessures, deels door de zware concurrentie op zijn positie (Julian Brandt, Marco Reus en Giovanni Reyna) en de keuzes van zijn coaches.

#### Verhuur aan PSV
Op het einde van de wintertransferperiode van januari 2023 werd Thorgan Hazard tot het einde van het seizoen uitgeleend aan PSV. PSV had geen aankoopoptie bedongen. Hij moest dit seizoen in Dortmund vooral vrede nemen met een rol als invaller. Bij PSV ziet hij meer kansen en was het plan hem een tandem te laten vormen met Patrick van Aanholt op de linkerflank.
Bij PSV scoorde hij meteen in zijn debuut tegen Feyenoord. Hij viel in voor Luuk de Jong in de wedstrijd die op 2-2 eindigde. Hierna raakte hij geblesseerd waardoor hij als hij terug kwam het voornamelijk moest doen met invalbeurten. In de bekerfinale was Hazard heel belangrijk. Hij viel in bij een 1-0 stand voor landgenoot Johan Bakayoko. Een kwartier na zijn invalbeurt schoot Hazard de gelijkmaker tegen de netten na een goeie actie van Xavi Simons. Er werd daarna niet meer gescoord, waardoor we naar verleningen en vervolgens strafschoppen gingen. Hierin trok PSV aan het langste eind. Meteen een prijs voor Hazard in Nederland. Door fysieke ongemakken kwam de Belgisch international uiteindelijk minder aan de bak dan hij had gehoopt. Hij kwam uiteindelijk dertien keer in actie voor de Nederlandse club waarin hij slechts één basisplaats had. Hij miste ook vijf wedstrijden door blessures, waardoor een verlengd verblijf in Eindhoven spaak liep. In zijn PSV-periode was hij goed voor twee doelpunten en één assist.

#### Terugkeer naar Borussia Dortmund
Hazard keerde na zijn uitleenbeurt terug naar Dortmund, maar had weinig zicht op speelminuten. Aangezien hij zijn laatste contractjaar inging mocht hij vertrekken. Hij mocht op openingsspeeldag toch nog invallen tegen Köln. In totaal speelde hij 123 wedstrijden voor Dortmund waarin hij 18 keer de weg naar het doel vond en goed was voor 21 assists.

### RSC Anderlecht

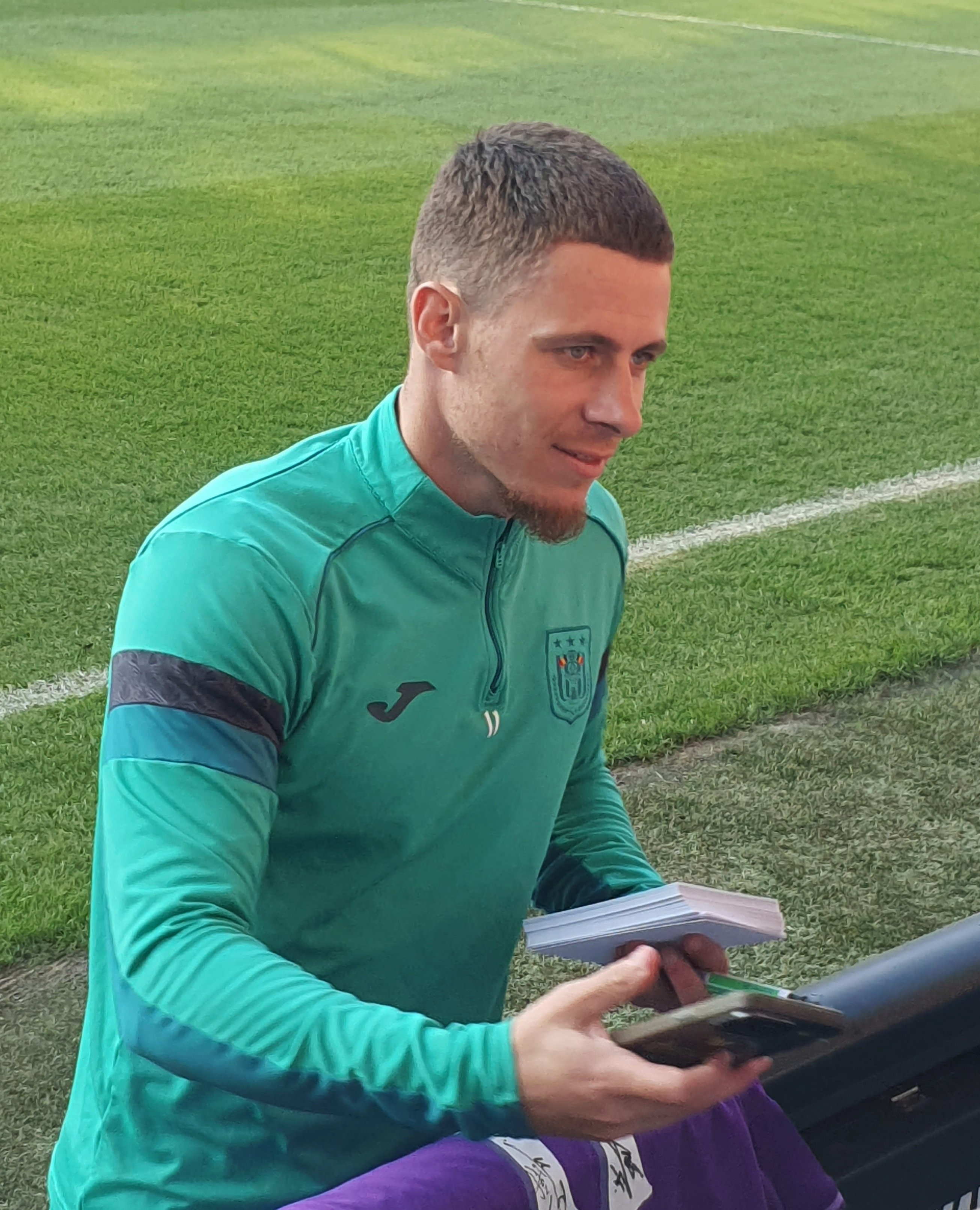
Thorgan Hazard op een fandag bij RSC Anderlecht in 2025

Tien jaar na de transfersoap, een blijvend trauma voor een groot deel van de paars-witte aanhang, zal Thorgan Hazard dus toch door het Astridpark fladderen. In 2023 werd hij op de laatste dag van de Belgische zomermercato - 6 september - als stunttransfer binnengehaald bij RSC Anderlecht. Borussia Dortmund kreeg een transferbedrag van € 3.000.000,- plus € 500.000,- bonussen. Anderlecht bood Hazard een contract van drie seizoenen aan, met de optie voor een bijkomend jaar. Tijdens deze periode zal hij € 3.000.000,- bruto per jaar verdienen, wat minder dan de helft was dan in zijn Dortmund periode. Zijn prestatiegericht contract kon aangedikt worden met bonussen gelinkt aan individuele en collectieve prestaties. Hij koos rugnummer elf. Bij Anderlecht wou hij zich weer in de kijker spelen van de nieuwe bondscoach Domenico Tedesco. Ook het Turkse Beşiktaş was geïnteresseerd in zijn diensten, waardoor de transfer pas op het laatste moment van deze transferperiode afgerond werd. Hij werd titularis in de eerste ploeg, maar tijdens een wedstrijd tegen Union Sint-Gillis op 14 april 2024 scheurde de vleugelspeler de voorste kruisband van zijn rechterknie, wat een revalidatie van 6 tot 8 maanden betekende. Op 27 december maakte hij zijn wederoptreden met een invalbeurt in de met 2-3 verloren thuiswedstrijd tegen FC Dender.
Op 19 januari 2025 keerde Hazard terug in de basiself na 280 dagen in een Jupiler Pro League-wedstrijd tegen KV Kortrijk. De wedstrijd eindigde in 2-0 in het voordeel van Anderlecht, waarbij Hazard het openingsdoelpunt scoorde uit een directe vrije trap. 

## Statistieken
| Seizoen     | Club                       | Competitie         | Competitie  | Competitie | Competitie | Beker | Beker | Beker | Internationaal | Internationaal | Internationaal | Totaal | Totaal | Totaal |    |
| Seizoen     | Club                       | Competitie         | Wed.        | Dlp.       | Ass.       | Wed.  | Dlp.  | Ass.  | Wed.           | Dlp.           | Ass.           | Wed.   | Dlp.   | Ass.   |    |
| ----------- | -------------------------- | ------------------ | ----------- | ---------- | ---------- | ----- | ----- | ----- | -------------- | -------------- | -------------- | ------ | ------ | ------ | -- |
| 2011/12     | RC Lens                    | Ligue 2            | 14          | 0          | 1          | 1     | 0     | 0     | —              | —              | —              | 15     | 0      | 1      |    |
| Club Totaal | Club Totaal                | Club Totaal        | 14          | 0          | 1          | 1     | 0     | 0     | 0              | 0              | 0              | 15     | 0      | 1      |    |
| 2012/13     | Chelsea FC                 | Premier League     | 0           | 0          | 0          | 0     | 0     | 0     | 0              | 0              | 0              | 0      | 0      | 0      |    |
| Club Totaal | Club Totaal                | Club Totaal        | 0           | 0          | 0          | 0     | 0     | 0     | 0              | 0              | 0              | 0      | 0      | 0      |    |
| 2012/13     | → SV Zulte Waregem         | Jupiler Pro League | 34          | 4          | 10         | 3     | 0     | 0     | —              | —              | —              | 37     | 4      | 10     |    |
| 2013/14     | → SV Zulte Waregem         | Jupiler Pro League | 39          | 14         | 16         | 4     | 1     | 0     | 10             | 2              | 3              | 53     | 17     | 19     |    |
| Club Totaal | Club Totaal                | Club Totaal        | 73          | 18         | 26         | 7     | 1     | 0     | 10             | 2              | 3              | 90     | 21     | 29     |    |
| 2014/15     | → Borussia Mönchengladbach | Bundesliga         | 28          | 1          | 7          | 4     | 1     | 0     | 10             | 3              | 3              | 42     | 5      | 10     |    |
| 2015/16     | Borussia Mönchengladbach   | Bundesliga         | 29          | 4          | 6          | 3     | 2     | 1     | 4              | 0              | 0              | 36     | 6      | 7      |    |
| 2016/17     | Borussia Mönchengladbach   | Bundesliga         | 23          | 6          | 4          | 2     | 1     | 0     | 8              | 4              | 5              | 32     | 11     | 9      |    |
| 2017/18     | Borussia Mönchengladbach   | Bundesliga         | 35          | 10         | 8          | 3     | 1     | 1     | —              | —              | —              | 38     | 11     | 9      |    |
| 2018/19     | Borussia Mönchengladbach   | Bundesliga         | 33          | 10         | 11         | 2     | 3     | 3     | —              | —              | —              | 35     | 13     | 14     |    |
| Club Totaal | Club Totaal                | Club Totaal        | 148         | 41         | 36         | 14    | 8     | 5     | 22             | 7              | 8              | 184    | 56     | 49     |    |
| 2019/20     | Borussia Dortmund          | Bundesliga         | 33          | 7          | 13         | 3     | 0     | 1     | 7              | 0              | 0              | 43     | 7      | 14     |    |
| 2020/21     | Borussia Dortmund          | Bundesliga         | 16          | 1          | 3          | 5     | 2     | 1     | 7              | 1              | 2              | 28     | 4      | 6      |    |
| 2021/22     | Borussia Dortmund          | Bundesliga         | 9           | 2          | 0          | 3     | 2     | 0     | 3              | 0              | 0              | 15     | 4      | 0      |    |
| 2022/23     | Borussia Dortmund          | Bundesliga         | 14          | 0          | 0          | 2     | 0     | 0     | 5              | 1              | 0              |        |        |        |    |
| Club Totaal | Club Totaal                | Club Totaal        | 72          | 10         | 16         | 13    | 4     | 2     | 23             | 2              | 2              | 107    | 16     | 20     |    |
| 2022/23     | → PSV Eindhoven            | Eredivisie         | 2           | 1          | 0          | 1     | 0     | 0     | 1              | 0              | 0              | 4      | 1      | 0      |    |
| Club Totaal | Club Totaal                | Club Totaal        | 2           | 1          | 0          | 1     | 0     | 0     | 1              | 0              | 0              | 4      | 1      | 0      |    |
| 2023/24     | RSC Anderlecht             | Jupiler Pro League | 6           | 0          | 0          | 0     | 0     | 0     | —              | —              | —              | 0      | 0      | 0      |    |
| Club Totaal | Club Totaal                | Club Totaal        | Club Totaal | 6          | 0          | 0     | 0     | 0     | 0              | 0              | 0              | 0      | 0      | 0      |    |
| TOTAAL      | TOTAAL                     | TOTAAL             | TOTAAL      | 301        | 70         | 79    | 34    | 13    | 7              | 50             | 10             | 13     | 384    | 93     | 99 |

Bijgewerkt t/m 16 februari 2023

## Internationaal
Hazard doorliep alle Belgische nationale jeugdploegen. Op 16 mei 2013 werd hij voor het eerst opgeroepen voor de Rode Duivels. Daarvoor maakte hij op 29 mei 2013 zijn debuut, in een oefeninterland tegen de Verenigde Staten. Hij viel toen in de 83e minuut in voor Romelu Lukaku. Hazard was een van de zeven spelers die op de reservelijst stond voor het WK in Brazilië. Pas drie en een half jaar later, op 3 november 2016, speelde hij zijn tweede interland als invaller tegen Nederland. Op 10 oktober 2017 maakte de middenvelder zijn eerste interlanddoelpunt in een WK-kwalificatiewedstrijd tegen Cyprus.
In 2018 ging hij mee naar het WK in Rusland. Op 18 juni 2018 mocht hij in de eerste wedstrijd van de Belgen invallen tegen Panama. Tien dagen later stond hij in de basis in de derde groepswedstrijd tegen Engeland. België zou op het WK de derde plaats behalen.
Op 18 november 2018 maakte Hazard twee doelpunten in de laatste UEFA Nations League-groepswedstrijd tegen Zwitserland. De Rode Duivels konden de voorsprong echter niet vasthouden: Zwitserland kwam terug en versloeg België met 5-2, wat de uitschakeling betekende.
Op 27 juni 2021 maakte Hazard het enige doelpunt in de achtste finale van het Europees Kampioenschap tegen Portugal. De Belgische Voetbalbond bekroonde dit doelpunt tot mooiste doelpunt van de nationale ploeg voor het jaar 2021.

### Lijst van interlands
| Interlands van Thorgan Hazard voor België | Interlands van Thorgan Hazard voor België | Interlands van Thorgan Hazard voor België | Interlands van Thorgan Hazard voor België | Interlands van Thorgan Hazard voor België | Interlands van Thorgan Hazard voor België | Interlands van Thorgan Hazard voor België |
| №                                         | Datum                                     | Wedstrijd                                 | Uitslag                                   | Soort wedstrijd                           | Doelpunten                                |                                           |
| Als speler bij Zulte Waregem              | Als speler bij Zulte Waregem              | Als speler bij Zulte Waregem              | Als speler bij Zulte Waregem              | Als speler bij Zulte Waregem              | Als speler bij Zulte Waregem              | Als speler bij Zulte Waregem              |
| ----------------------------------------- | ----------------------------------------- | ----------------------------------------- | ----------------------------------------- | ----------------------------------------- | ----------------------------------------- | ----------------------------------------- |
| 1.                                        | 29 mei 2013                               | Verenigde Staten - België                 | 2 - 4                                     | Vriendschappelijk                         | -                                         |                                           |
| Als speler bij Borussia Mönchengladbach   |                                           |                                           |                                           |                                           |                                           |                                           |
| 2.                                        | 9 november 2016                           | Nederland - België                        | 1 - 1                                     | Vriendschappelijk                         | -                                         |                                           |
| 3.                                        | 28 maart 2017                             | Rusland - België                          | 3 - 3                                     | Vriendschappelijk                         | -                                         |                                           |
| 4.                                        | 5 juni 2017                               | België - Tsjechië                         | 2 - 1                                     | Vriendschappelijk                         | -                                         |                                           |
| 5.                                        | 31 augustus 2017                          | België - Gibraltar                        | 9 - 0                                     | Kwalificatie WK 2018                      | -                                         |                                           |
| 6.                                        | 10 oktober 2017                           | België - Cyprus                           | 4 - 0                                     | Kwalificatie WK 2018                      | 52'                                       |                                           |
| 7.                                        | 10 november 2017                          | België - Mexico                           | 3 - 3                                     | Vriendschappelijk                         | -                                         |                                           |
| 8.                                        | 14 november 2017                          | België - Japan                            | 1 - 0                                     | Vriendschappelijk                         | -                                         |                                           |
| 9.                                        | 2 juni 2018                               | België – Portugal                         | 0 – 0                                     | Vriendschappelijk                         | -                                         |                                           |
| 10.                                       | 6 juni 2018                               | België – Egypte                           | 3 – 0                                     | Vriendschappelijk                         | -                                         |                                           |
| 11.                                       | 11 juni 2018                              | België – Costa Rica                       | 4 – 1                                     | Vriendschappelijk                         | -                                         |                                           |
| 12.                                       | 18 juni 2018                              | België – Panama                           | 3 – 0                                     | WK 2018 groepsfase                        | -                                         |                                           |
| 13.                                       | 28 juni 2018                              | België – Engeland                         | 2 – 0                                     | WK 2018 troostfinale                      | -                                         |                                           |
| 14.                                       | 7 september 2018                          | Schotland – België                        | 0 – 4                                     | Vriendschappelijk                         | -                                         |                                           |
| 15.                                       | 11 september 2018                         | IJsland – België                          | 0 – 3                                     | UEFA Nations League 2018/19               | -                                         |                                           |
| 16.                                       | 12 oktober 2018                           | België – Zwitserland                      | 2 – 1                                     | UEFA Nations League 2018/19               | -                                         |                                           |
| 17.                                       | 16 oktober 2018                           | België – Nederland                        | 1 – 1                                     | Vriendschappelijk                         | -                                         |                                           |
| 18.                                       | 15 november 2018                          | België – IJsland                          | 2 – 0                                     | UEFA Nations League 2018/19               | -                                         |                                           |
| 19.                                       | 18 november 2018                          | Zwitserland – België                      | 5 – 2                                     | UEFA Nations League 2018/19               | 2' 17'                                    |                                           |
| 20.                                       | 21 maart 2019                             | België – Rusland                          | 3 – 1                                     | Kwalificatie EK 2020                      | -                                         |                                           |
| 21.                                       | 24 maart 2019                             | Cyprus – België                           | 0 – 2                                     | Kwalificatie EK 2020                      | -                                         |                                           |
| 22.                                       | 8 juni 2019                               | België – Kazachstan                       | 3 – 0                                     | Kwalificatie EK 2020                      | -                                         |                                           |
| 23.                                       | 11 juni 2019                              | België – Schotland                        | 3 – 0                                     | Kwalificatie EK 2020                      | -                                         |                                           |
| Als speler bij Borussia Dortmund          |                                           |                                           |                                           |                                           |                                           |                                           |
| 24.                                       | 13 oktober 2019                           | Kazachstan – België                       | 0 – 2                                     | Kwalificatie EK 2020                      | -                                         |                                           |
| 25.                                       | 16 november 2019                          | Rusland – België                          | 1 – 4                                     | Kwalificatie EK 2020                      | 19'                                       |                                           |
| 26.                                       | 19 november 2019                          | België – Cyprus                           | 6 – 1                                     | Kwalificatie EK 2020                      | -                                         |                                           |
| 27.                                       | 5 september 2020                          | Denemarken – België                       | 0 – 2                                     | UEFA Nations League 2020/21               | -                                         |                                           |
| 28.                                       | 8 september 2020                          | België – IJsland                          | 5 – 1                                     | UEFA Nations League 2020/21               | -                                         |                                           |
| 29.                                       | 11 november 2020                          | België – Zwitserland                      | 2 – 1                                     | Vriendschappelijk                         | –                                         |                                           |
| 30.                                       | 15 november 2020                          | België – Engeland                         | 2 – 0                                     | UEFA Nations League 2020/21               | –                                         |                                           |
| 31.                                       | 18 november 2020                          | België – Denemarken                       | 4 – 2                                     | UEFA Nations League 2020/21               | -                                         |                                           |
| 32.                                       | 24 maart 2021                             | België – Wales                            | 3 – 1                                     | Kwalificatie WK 2022                      | 28'                                       |                                           |
| 33.                                       | 30 maart 2021                             | België – Wit-Rusland                      | 8 – 0                                     | Kwalificatie WK 2022                      | -                                         |                                           |
| 34.                                       | 3 juni 2021                               | België – Griekenland                      | 1 – 1                                     | Vriendschappelijk                         | 20'                                       |                                           |
| 35.                                       | 6 juni 2021                               | België – Kroatië                          | 1 – 0                                     | Vriendschappelijk                         | -                                         |                                           |
| 36.                                       | 12 juni 2021                              | België - Rusland                          | 3 – 0                                     | EK 2020 groepsfase                        | -                                         |                                           |
| 37.                                       | 17 juni 2021                              | Denemarken - België                       | 1 – 2                                     | EK 2020 groepsfase                        | 55'                                       |                                           |
| 38.                                       | 27 juni 2021                              | België - Portugal                         | 1 – 0                                     | EK 2020 achtste finale                    | 42'                                       |                                           |
| 39.                                       | 2 juli 2021                               | België - Italië                           | 1 – 2                                     | EK 2020 kwartfinale                       | -                                         |                                           |
| 40.                                       | 13 november 2021                          | België - Estland                          | 3 – 1                                     | Kwalificatie WK 2022                      | 74'                                       |                                           |
| 41.                                       | 16 november 2021                          | Wales - België                            | 1 – 1                                     | Kwalificatie WK 2022                      | -                                         |                                           |
| 42.                                       | 26 maart 2022                             | Ierland – België                          | 2 – 2                                     | Vriendschappelijk                         | -                                         |                                           |
| 43.                                       | 8 juni 2022                               | België – Polen                            | 6 – 1                                     | UEFA Nations League 2022/23               | -                                         |                                           |
| 44.                                       | 11 juni 2022                              | Wales - België                            | 1 – 1                                     | UEFA Nations League 2022/23               | -                                         |                                           |
| 45.                                       | 14 juni 2022                              | Polen – België                            | 0 – 1                                     | UEFA Nations League 2022/23               | -                                         |                                           |
| 46.                                       | 27 november 2022                          | België – Marokko                          | 0 – 2                                     | WK 2022 groepsfase                        | -                                         |                                           |
| 47.                                       | 1 december 2022                           | Kroatië – België                          | 0 – 0                                     | WK 2022 groepsfase                        | -                                         |                                           |
| Totaal                                    | Totaal                                    | Totaal                                    | Totaal                                    | Totaal                                    | 9                                         |                                           |

Bijgewerkt t/m 1 december 2022

## Erelijst
| Competitie        |                   |                   |                   |                   |
| Competitie        | Aantal            | Jaren             |                   |                   |
| Borussia Dortmund | Borussia Dortmund | Borussia Dortmund | Borussia Dortmund | Borussia Dortmund |
| ----------------- | ----------------- | ----------------- | ----------------- | ----------------- |
| DFB-Pokal         | 1x                | 2020/21           |                   |                   |
| DFL-Supercup      | 1x                | 2019              |                   |                   |
| PSV               |                   |                   |                   |                   |
| KNVB Beker        | 1x                | 2022/23           |                   |                   |

| Competitie                  | Winnaar | Winnaar | Runner-up | Runner-up | Derde  | Derde  |
| Competitie                  | Aantal  | Jaren   | Aantal    | Jaren     | Aantal | Jaren  |
| België                      | België  | België  | België    | België    | België | België |
| --------------------------- | ------- | ------- | --------- | --------- | ------ | ------ |
| Wereldkampioenschap voetbal |         |         |           |           | 1x     | 2018   |

Individueel
| Individueel                 |    |      |
| Gouden Schoen               | 1x | 2013 |
| Belofte van het Jaar        | 1x | 2013 |
| Profvoetballer van het Jaar | 1x | 2014 |

## Trivia
- Zijn voornaam is afgeleid van de Belgische stripreeks Thorgal.
- Hazard heeft één oudere broer en twee jongere broers( Eden Hazard (1991),  Kylian Hazard en Ethan Hazard).
- Ook zijn vader Thierry Hazard was profvoetballer.